# NGC 705
NGC 705 je čočková galaxie v souhvězdí Andromedy. Její zdánlivá jasnost je 13,7 m a úhlová velikost 1,2′ × 0,3′. Je vzdálená 208 milionů světelných let, průměr má 70 000 světelných let. Galaxii objevil 21. září 1786 William Herschel.

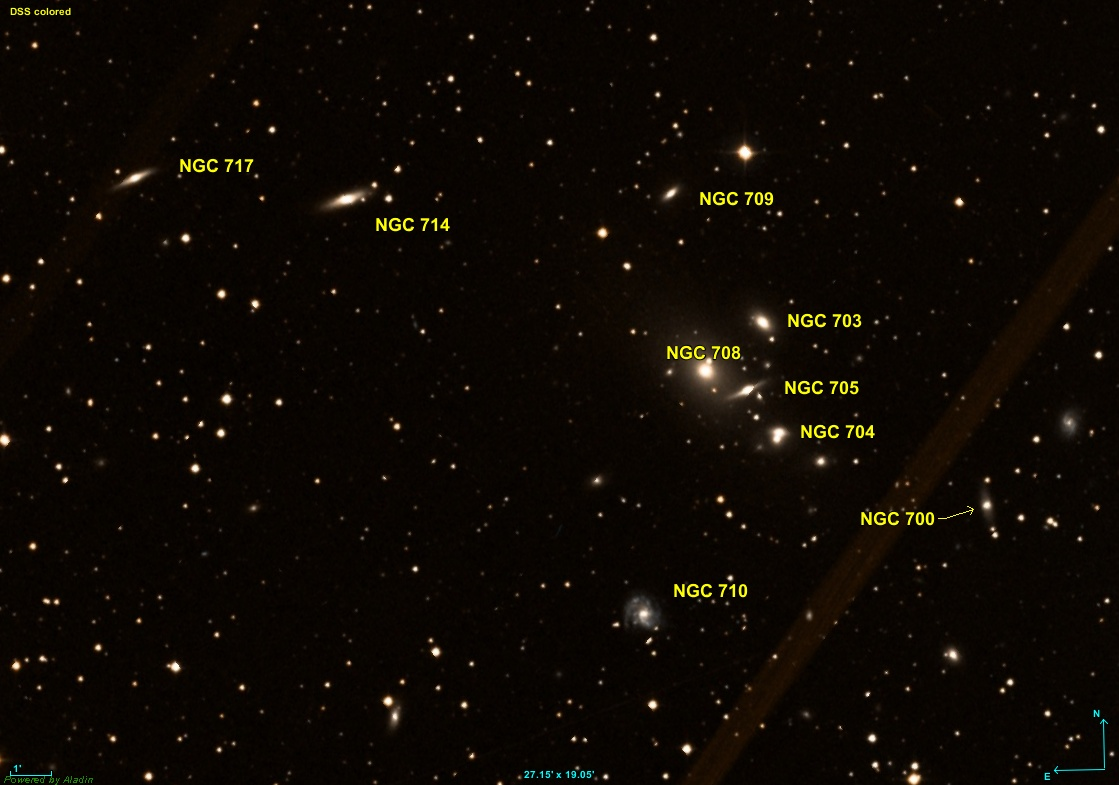
Abell 262